# Jan Jakub Klug
Jan Jakub Klug herbu Kotwica (zm. przed 1818) – polski kupiec, bankier, przemysłowiec; nobilitowany za zasługi dla rozwoju gospodarczego kraju.

## Życiorys
Jan Jakub Klug, syn Adama Henryka Kluga, urodził się w zamożnej krakowskiej rodzinie kupieckiej, osiadłej w mieście od XVII w. Prawdopodobnie już w 1764 zamieszkał w Poznaniu. Początkowo handlem zajmował się w przedsiębiorstwie swego wuja Z. F. Goebla. Po jego śmierci w 1776 poślubił jego córkę Katarzynę Konkordię, wchodząc w ten sposób do rodziny właścicieli firmy. W 1778 przyjął prawo miejskie Poznania. Opierając się na własnym kapitale zorganizował manufaktury włókiennicze: w 1785 w Poznaniu wełnianą i jedwabną, w Kleczewie jedwabną i w Swarzędzu płócienniczą. Źródłem zaopatrzenia w wełnę były kontrakty na dostawy zawierane ze szlachtą wielkopolską. W 1786 był doradcą swojej teściowej Elżbiety Goeblowej i szwagra Jana Zygmunta Goebla; rozpoczął w tym czasie samodzielną działalność handlową. Skupowane w dużych ilościach zboże eksportował za granicę, szczególnie do Szczecina. W Poznaniu wykorzystywał spichlerze zbożowe na Grobli i spichlerz przy ul. Wrocławskiej. Wchodził w spółki z innymi kupcami z rynku krajowego, w tym przez kilka lat współpracował z najzamożniejszym kupcem i bankierem warszawskim Piotrem Tepperem – swoim powinowatym. Zawierał umowy komisowe  z kupcami wileńskimi, miał też kontakty na rynkach Prus, Śląska i Pomorza Zachodniego. Służył kredytem inwestycyjnym i konsumpcyjnym rzemieślnikom z branż spożywczej, skórzanej i papierniczej. Manufaktura w Skierniewicach także korzystała z jego kapitału. Z kolei kredyty udzielane przez Kluga magnaterii miały w większości charakter konsumpcyjny. Około 1789 założył własny bank. Prowadził także działalność w dziedzinie handlu nieruchomościami i administrowania majątkami osób prywatnych oraz instytucji państwowych. Między innymi od 1790 prowadził administrację kasy cywilno–wojskowej województwa i powiatu poznańskiego. Był pomysłodawcą i współtworzył w 1790 kompanię do wyrobu skór krajowych, która miała fabryki w Poznaniu i Czerniejewie. Od 1791 administrował już całym handlem mięsem i skórami surowymi na obszarze województwa poznańskiego. 9 listopada 1790 został nobilitowany za zasługi dla rozwoju gospodarczego kraju.
W Poznaniu mieszkał przy Rynku w kamienicy Czarnkowskich (Stary Rynek 46), później w będącej jego własnością kamienicy pod numerem 92. Na poznańskim przedmieściu Kundorf postawił sobie później rezydencję zaprojektowaną i wybudowaną przez Antoniego Höhne, która uchodziła za najpiękniejszą w mieście. Często przebywał w swoich majątkach ziemskich, głównie w dobrach swarzędzkich. Obok nich był także właścicielem dóbr boguniewskich, Krzekotowic, Bełczylasu i Rokossowa.
Obrót kredytowy w kraju załamał się w konsekwencji II rozbioru. Gdy upadłość dotknęła banki warszawskie, także Klug w kwietniu 1793 ogłosił bankructwo i w następnym roku przeprowadził się z żoną do Warszawy. Tam zmarł przed 1818.